# 变种剑

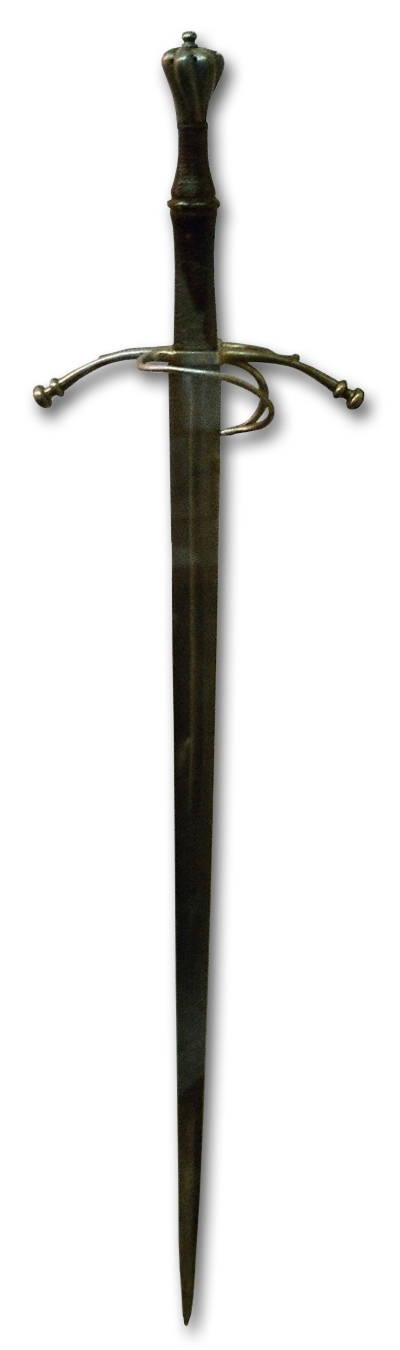

变种剑（法語：épée bâtarde，英語：bastard sword），又譯混種劍或杂种剑，起源于15或16世纪，一开始是指“不正规的剑或起源不明的剑”，它是“一把既非法国的、也非西班牙的，也非德国傭兵所用的劍，但是比这些大剑都還要长。” Espée bastarde也可以指一把有相当长度的，比所有短剑长的剑。
17世紀初期的英國劍術家約瑟夫·史威南说变种剑的长度介于短剑和长剑之间，同時期的英國語言學家朗達爾·寇特葛雷夫的定义也差不多。
在法语裡，變種劍有時被視同「十字护手刃」（coustille à croix）或「越級劍」（épée de passot）。然而前者指的是中世纪的专为刺击设计的单手剑；而後者則是法兰克弓手（法国、布列塔尼15-16世纪的弓手）的用剑。passot一字意指它超过了（passaient）正常的短剑长度。
德语中称变种剑为「骑马剑」（Reitschwert），“文艺复兴早期的變种剑有时也指单手持用的、有复杂护手裝置的武装用剑。一种德国的带有变种风格的护手的武装用剑称为『骑兵剑』（Reitschwert）或『骑士剑』（Degen）。”
但是也有观点认为杂种剑其實就是一手半剑。